# Палметто-Бей (Флорида)
Палметто-Бей (англ. Palmetto Bay) — селище (англ. village) в США, в окрузі Маямі-Дейд штату Флорида. Населення — 24 439 осіб (2020).

## Географія
Палметто-Бей розташоване за координатами 25°37′18″ пн. ш. 80°19′8″ зх. д. / 25.62167° пн. ш. 80.31889° зх. д. (25.621703, -80.318906).  За даними Бюро перепису населення США в 2010 році селище мало площу 21,87 км², з яких 21,47 км² — суходіл та 0,40 км² — водойми.

## Демографія
Згідно з переписом 2010 року, у селищі мешкало 23 410 осіб у 7923 домогосподарствах у складі 6537 родин. Густота населення становила 1070 осіб/км².  Було 8372 помешкання (383/км²).
Расовий склад населення:
| - 84,9 % — білих - 6,2 % — чорних або афроамериканців - 4,5 % — азіатів - 0,1 % — корінних американців - 2,1 % — осіб інших рас |

До двох чи більше рас належало 2,1 %. Частка іспаномовних становила 38,6 % від усіх жителів.
За віковим діапазоном населення розподілялося таким чином: 26,2 % — особи молодші 18 років, 61,7 % — особи у віці 18—64 років, 12,1 % — особи у віці 65 років та старші. Медіана віку мешканця становила 41,9 року. На 100 осіб жіночої статі у селищі припадало 94,3 чоловіків;  на 100 жінок у віці від 18 років та старших — 90,4 чоловіків також старших 18 років.
Середній дохід на одне домашнє господарство  становив 139 208 доларів США (медіана — 106 324), а середній дохід на одну сім'ю — 147 082 долари (медіана — 112 094). Медіана доходів становила 75 766 доларів для чоловіків та 45 778 доларів для жінок. За межею бідності перебувало 7,8 % осіб, у тому числі 11,8 % дітей у віці до 18 років та 7,6 % осіб у віці 65 років та старших.
Цивільне працевлаштоване населення становило 11 478 осіб. Основні галузі зайнятості: освіта, охорона здоров'я та соціальна допомога — 25,8 %, науковці, спеціалісти, менеджери — 17,0 %, роздрібна торгівля — 9,6 %, мистецтво, розваги та відпочинок — 9,3 %.